# 華潤燃氣

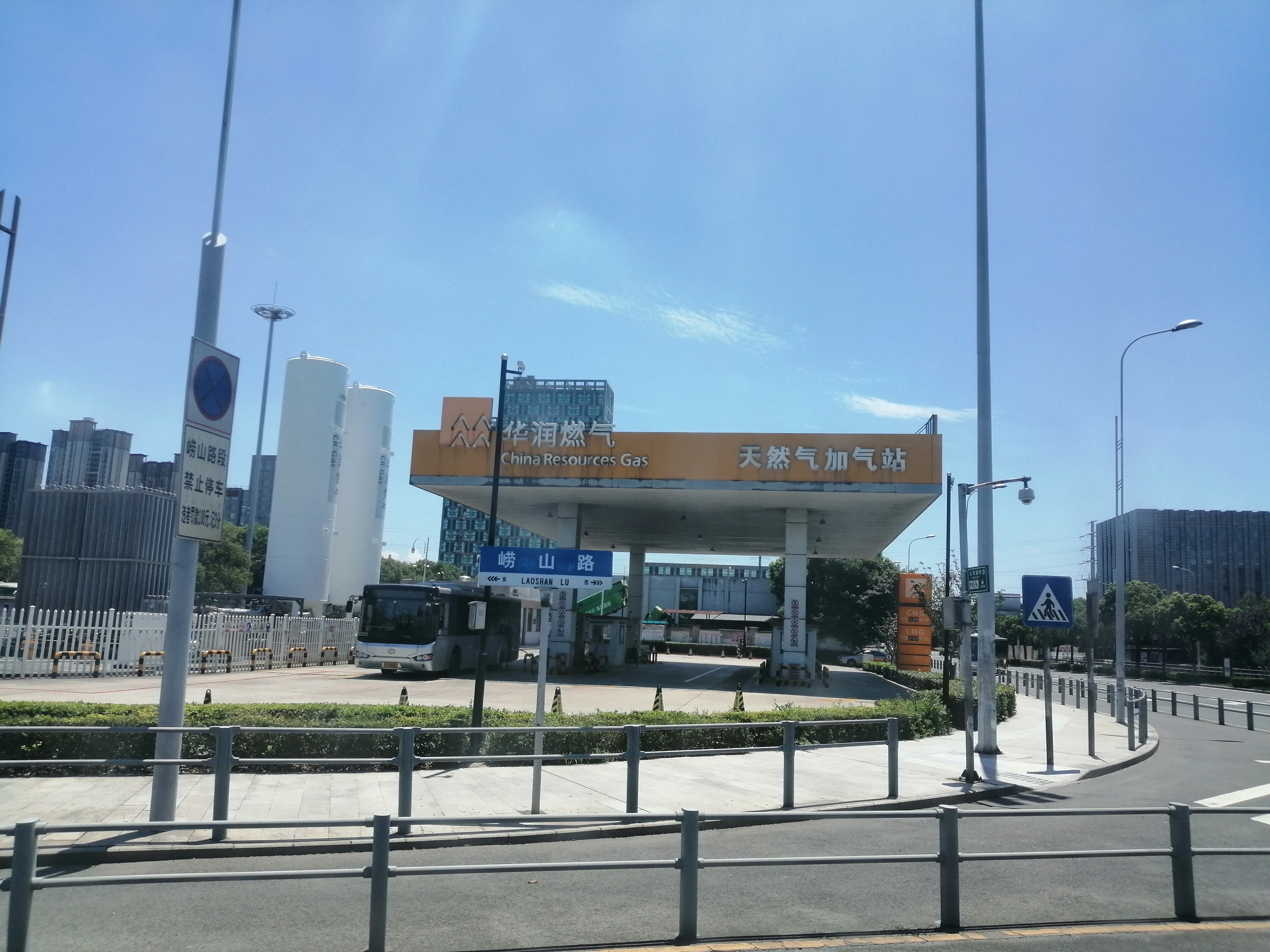
华润燃气位于江苏省昆山市的加气站

華潤燃氣控股有限公司，簡稱華潤燃氣控股，以及華潤燃氣 （英語：China Resources Gas Group Limited，港交所：1193） ，前身在1987年設立勵致國際集團有限公司，及華潤勵致有限公司 ，當時生產辦公室家俱產品。是在1994年上市。但由於香港市道不景。於是收購半導體股權。以開拓電子業務，2008年11月12日更名。主要業務經營及銷售華東、華北等上上游燃氣產品。
其中北京、廣東等業務比重最多。

## 旗下公司私有化
2011年10月19日，把旗下鄭州燃氣私有化，以每股14.73港元，或以1股換取1.5股本公司股份。現在則在股東大會通過，而退出股市日期為2012年2月14日，也就是情人節時期。
2011年11月2日，華潤燃氣及天津天聯落實斥資24.5億元人民幣與天津燃氣集團設立合營公司，在天津發展城市管道燃氣業務，並擬將天津天聯股權注入合營公司。合營公司主要在天津市從事城市燃氣管道投資、建設及經營，以及銷售及分銷燃氣業務，註冊資本為50億元，潤燃及津燃分別持有合營公司49%及51%股權。
2012年5月16日，華潤燃氣以2.38億美元（約18.6億港元）收購AEI（美國電力及能源公司）的中國子公司，AEI China Gas。後者的主要資產華通，於中國的11個省份經營28個城市燃氣項目和8處燃氣加氣站，年度總銷氣量約3.5億立方米。
2012年8月24日華潤燃氣斥資24.15億元、向控股公司收購管道燃氣企業華潤石化
2012年11月6日華潤燃氣與天津燃氣成立合營公司日前已獲商務部批准。合營之投資總額及註冊股本分別為60億及50億元人民幣，其中華潤以現金注資49%，佔49%權益。
2013年5月10日華潤電力與華潤燃氣以換股方式，每100股華潤燃氣股份可換取97股華潤電力股份，按停牌前收市價計，即每股華潤燃氣收購價為24.64元
，合併後華潤燃氣將成為華潤電力全資附屬公司，並會撤銷上市地位，合併成華潤能源控股有限公司(China Resources Energy Holdings Ltd)
現時華潤集團分別持有華潤電力及華潤燃氣64％及63.95％股權
股權架構方面，華潤燃氣小股東將持有日後的華潤能源11.2%股權，華潤電力小股東持股比例會由36.45%攤薄至25.11%，華潤集團及一致行動人士持股比例，由63.55%微升至63.69%。
華潤電力以換股方式合併華潤燃氣的建議，2013年7月22日遭潤電獨立股東以大比數否決，1年內更不可重提併購建議。
2019年初，華潤燃氣內地總部遷入中國華潤大廈19樓，是遷入該廈的第二所華潤子公司。

## 連結
- 華潤燃氣集團有限公司